# Convenio de Erdut

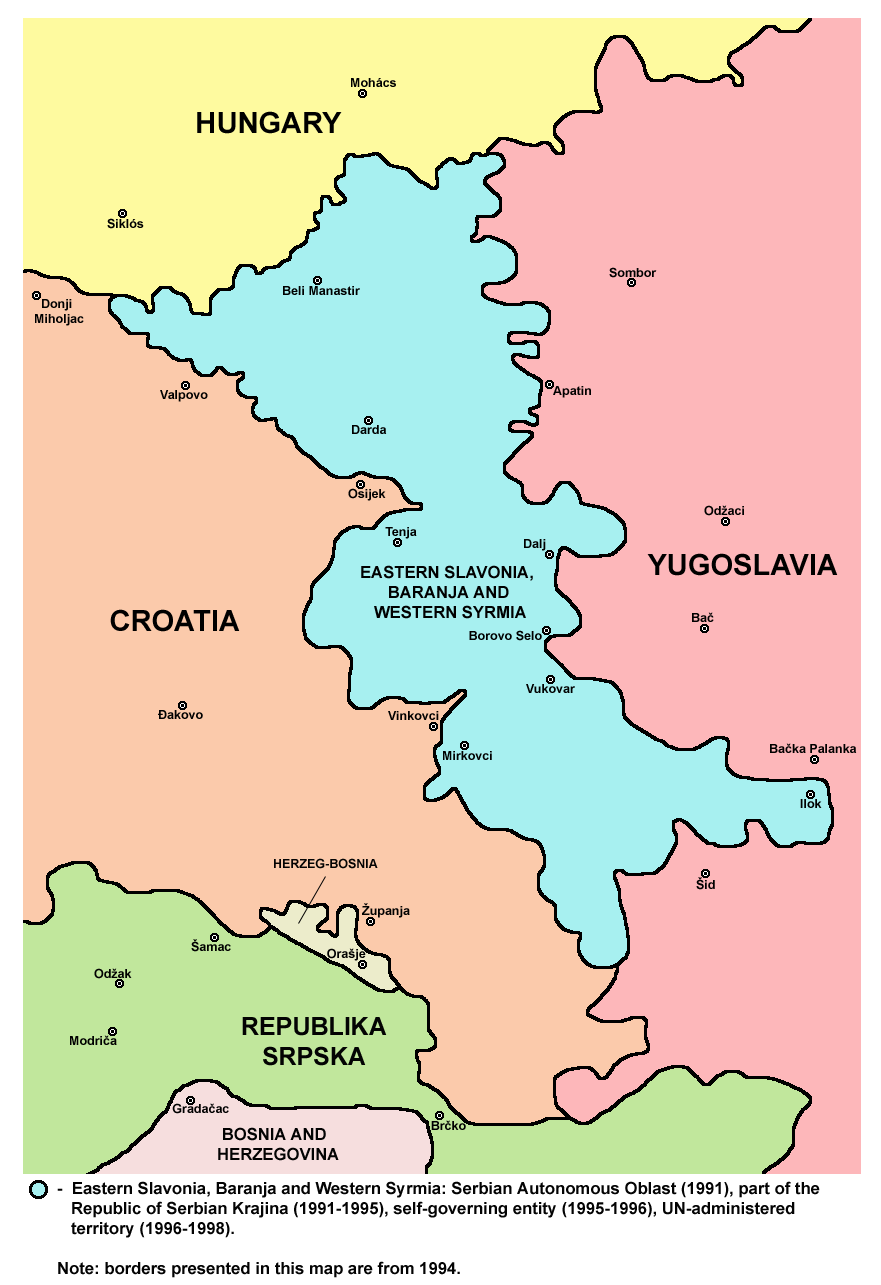
Mapa de Eslavonia Oriental, Baranja y Sirmia Occidental

El Convenio de Erdut (en croata: Erdutski sporazum) (en serbio: Erdutski sporazum o Ердутски споразум), oficialmente el Acuerdo básico sobre la región de Eslavonia Oriental, Baranja y Sirmia Occidental, El acuerdo fue alcanzado el 12 de noviembre de 1995 entre las autoridades de la República de Croacia y las autoridades serbias locales de la región de Eslavonia Oriental, Baranja y Sirmia Occidental, con respecto a la resolución pacífica de la guerra de Croacia en las regiones orientales de Croacia. Debe su nombre a la aldea en la que se firmó, Erdut.
Los firmantes fueron Hrvoje Sarinić, anterior primer ministro del Gobierno de Croacia, Milan Milanovic y políticos locales serbios representantes de la autoproclamada República Serbia de Krajina, bajo las instrucciones de las autoridades de la República Federal de Yugoslavia. Los testigos fueron Peter Galbraith, el embajador de los Estados Unidos en ese tiempo en Croacia y Thorvald Stoltenberg, de las Naciones Unidas, como Intermediario.
El territorio de Eslavonia Oriental, Baranja y Sirmia Occidental había sido previamente controlada por la autoproclamada República de la Krajina Serbia, y antes de eso por la Serbian Autonomous Oblast SAO (Región Autónoma Serbia) de Eslavonia Oriental, Baranja y Sirmia Occidental.
Fue reconocida por la Resolución 1023 del Consejo de Seguridad de las Naciones Unidas, y allanó el camino para el establecimiento de la Administración de Transición de las Naciones Unidas en Eslavonia del Este, Baranja y Sirmia Occidental.
En la base de este acuerdo se estableció el Concejo Municipal Mixto con una población mayoritariamente serbia.